# Jacobo Aillón
Jacobo Aillón, o Ayllón según la ortografía de su época, (Tumusla, 1825? – Sucre, 6 de julio de 1893) fue un empresario minero, terrateniente y político boliviano. Tuvo residencias en las ciudades de Sucre y Potosí, además de varias haciendas en la provincia de Chichas. Casó con Juana Aramayo Villegas, prima del "barón del estaño" José Avelino Aramayo.

## Biografía
Poco se sabe de sus primeros años. Nació en Tumusla, sitio de la última batalla en la Guerra de la Independencia en 1825, hijo de Mariano Aillón y Ascencia Baspineiro. Su padre al parecer luchó en el ejército patriota, e inicialmente el hijo le siguió los pasos. A sus 23 años Jacobo Aillón ya era teniente del ejército y luchó al lado del general Belzu en la Batalla de Yamparaez en 1848, cayendo prisionero. Sin embargo, al poco tiempo fue liberado con el acenso de Belzu a la presidencia.
En los años 1850 se establece como hombre de negocios en el ámbito minero, consiguiendo en 1851 el derecho de recaudador de impuestos de minería, derecho que siguió ejerciendo casi tres décadas después.
Aillón fue dueño principal de la Colquechaca Company en Aullagas, una de las empresas mineras más grandes de Potosí, fundada en 1878 de la unión de Casa Arteche y Señores Solá, Cornejo, Viaña, Urioste y Vidal, antiguas empresas mineras en operación desde la época colonial. El descubrimiento de una enorme veta de plata en Aullagas inició un fuerte boom económico en Bolivia, dando luz a una multitud de venturas mineras y especulaciones financieras por parte de la élite financiera y política.
Con el propósito de facilitar la explotación minera en Bolivia, Jacobo Aillón fundó un banco de rescates en Tupiza, llamado Banco de Cotagaita, que luego fue restablecido como Banco Sucursal de Chichas en 1866. El año siguiente (1867) fue nombrado Jefe Superior de la provincia de Chicas, con el grado de coronel. 
Paralelamente con sus venturas financieras, Aillón ejerció varios cargos públicos, como Prefecto del departamento de Potosí y diputado nacional. Sus empresas tenían fuertes intereses internacionales y la Colquechaca Company participó en varias ocasiones en las ferias internacionales de Chicago, Londres y París. De hecho esta misma empresa tenía en su ocasión oficinas correspondientes en Londres.
Al igual que muchos hacendados y empresarios de su época, Jacobo Aillón se vio repentinamente involucrado en litigios de negocios y honor. Sus querellas públicas han dejado rastro a través de la gran cantidad de panfletos que publicó Aillón en contra de sus detractores. A pesar de ser uno de los grandes magnates mineros del siglo diecinueve, al morir Aillón en 1893 la industria minera en Bolivia había entrado en una crisis económica debido a la caída mundial de precios. En el momento de la muerte de Aillón el Banco Potosí presentaba un capital efectivo de Bs. 1548.800, lo que equivalía en libras esterlinas approximadamente £ 170.000. Dos años más tarde el Banco se obligó a liquidarse por insolvencia, hecho que impulsó también la quiebra del Banco Francisco Argandoña.

## Empresas
Jacobo Aillón fundó y fue accionista mayoritario las siguientes empresas:
- Colquechaca Company, Cotagaita.
- Compañía Minera Aullagas, Aullagas.
- Aillón Aramayo y Cia, Londres.
- Banco de Cotagaita, Potosí.
- Banco Sucursal de Chichas, Tupiza.
- Banco Potosí, Sucre.[7]
- Sociedad minera Huainacucho de Aullagas[8]